# John Mendelsohn (Historiker)
John Mendelsohn (* 1928; † 1986) war ein amerikanischer Historiker und Archivar.

## Leben
Mendelsohn arbeitete in der National Archives and Records Administration NARA, des Nationalarchivs der USA. Im National Archives Captured Records Staff (NARS) war Mendelsohn für die Dokumente aus den Nürnberger Prozessen sowie andere Archivbestände zur Verfolgung der Juden in Deutschland zuständig. Als Autor und Herausgeber verfasste er eine Reihe von Werken zu diesen Themen und stellte Dokumentensammlungen sowie Findbücher zusammen. Er war als Nachfolger des NARS-Leiters Robert Wolfe vorgesehen, verstarb jedoch bereits im Alter von 58 Jahren.

## Werke (Auswahl)
- John Mendelsohn: Nuernberg War Crimes Trials. Records of Case IX, United States of America v. Otto Ohlendorf et al. NARA, Washington 1978. (Findbuch zur National Archives Microfilm Publication M895, den Proceedings des  Einsatzgruppen-Prozesses.)
- John Mendelsohn, Donald S. Detwiler (Hrsg.): The Holocaust: Selected Documents in Eighteen Volumes. Garland Publishing, New York 1982. (Reprint der kompletten Reihe: The Lawbook Exchange, Clark NJ 2010, ISBN 1-61619-000-0.)
  - Band 1: Legalizing the Holocaust: The Early Phase, 1933-1939.
  - Band 2: Legalizing the Holocaust: The Later Phase, 1939-1943.
  - Band 3: The Crystal Night Pogrom. (Dokumente zur „Reichspogromnacht“)
  - Band 4: Propaganda and Aryanization, 1938-1944. (Dokumente zur NS-Propaganda und zur „Arisierung“)
  - Band 5: Jewish Emigration from 1933 to the Evian Conference of 1938. (Dokumente bis einschließlich der Konferenz von Évian)
  - Band 6: Jewish Emigration 1938-1940: Rublee Negotiations and Intergovernmental Committee. (Dokumente zum Intergovernmental Committee on Refugees unter Leitung von George Rublee)
  - Band 7: Jewish Emigration: The SS St. Louis Affair and Other Cases. (Dokumente u. a. zur St.-Louis-Affäre)
  - Band 8: Deportation of the Jews to the East: Stettin, 1940 to Hungary, 1944.
  - Band 9: Medical Experiments on Jewish Inmates of Concentration Camps.
  - Band 10: The Einsatzgruppen or Murder Commandos. (Dokumente zu den SS-Einsatzgruppen)
  - Band 11: The Wannsee Protocol and a 1944 Report on Auschwitz by the Office of Strategic Services. (Dokumente zur Wannseekonferenz und zu dem OSS-Bericht über Auschwitz)
  - Band 12: The "Final Solution" in the Extermination Camps and the Aftermath. (Dokumente zur Endlösung der Judenfrage in den Vernichtungslagern)
  - Band 13: The Judicial System and the Jews in Nazi Germany.
  - Band 14: Relief and Rescue of Jews from Nazi Oppression, 1943-1945.
  - Band 15: Relief in Hungary and the Failure of the Joel Brand Mission. (Dokumente zu den Verhandlungen mit Heinrich Himmler über den Unterhändler Joel Brand)
  - Band 16: Rescue to Switzerland: The Musy and Saly Mayer Affairs. (Dokumente zu den von Jean-Marie Musy und Saly Mayer Rettungsaktionen)
  - Band 17: Punishing the Perpetrators of the Holocaust: The Brandt, Pohl, and Ohlendorf Cases.
  - Band 18: Punishing the Perpetrators of the Holocaust: The Ohlendorf and the Von Weizsaecker Cases.
- John Mendelsohn: Trial by document : the use of seized records in the United States proceedings at Nürnberg. Garland Publishing, New York 1988, ISBN 0-8240-4341-3.